# 撒营盘镇
撒营盘镇是中国云南省昆明市禄劝彝族苗族自治县下辖的一个镇。

## 行政区划
撒营盘镇共辖19个行政村，分别是：
尚德村、撒老乌村（又名撒老坞、上罗婺）、卡柱村、美能村、三蒙村、宜岔村、幸邱村、书西村、康荣村、升发村、德嘎村、芝兰村、兴安村、撒冲村、高安村、招桂村、照块村、三合村、坎邓村。